# Дин, Мешач
Мешач Дин (англ. Meshach Dean; март 1870, Англия — 1916, Уолстантон, Стаффордшир) — английский футболист, правый нападающий.

## Карьера
Мешач начал свою карьеру в клубе «Порт Вейл» в 1890 году. Он провёл в клубе 6 лет, дважды становясь лучшим бомбардиром команды — в сезоне 1892/93 с 6-ю мячами и в сезоне 1894/95 с 8-ю мячами. Однако с начала сентября 1895 года Дин потерял своё место в составе команды и по окончании сезона ушёл из клуба. Дин провёл за «Порт Вейл» 151 матч (75 в футбольной лиге) и забил 42 мяча (21 в футбольной лиге).

## Достижения
- Победитель благотворительного кубка Вызова Северного Стаффордшира: 1891
- Победитель кубка Вызова Стаффордшира: 1892